# Das Quebradas
Wenderson Simões Silva conhecido pelo seu nome artístico Das Quebradas ou por D.Q. (Belo Horizonte, MG), é um cantor de rap, e compositor brasileiro.
ficou conhecido por todo Brasil pelo seu hit "Ela Gosta de Dinheiro", em 2011 lançou seu álbum de estréia titulado "Verdadeiro Ou Falso", que nos primeiros mêses de
lançamento alcançou mais de 10.000 cópias vendidas.

## Biografia

### História
Das Quebradas, nasceu em Minas Gerais, na cidade de Aimorés.
Ganhou este apelido por ter morado em várias comunidades carentes, denominada populamente como "Quebrada", iniciou sua carreira musical no começo da década dos anos 2000, mas só em 2011 conseguiu lançar seu primeiro álbum de estúdio "Verdadeiro Ou Falso" pela gravadora Pro Beats.
O álbum possui canções de sucesso do rapper como, "Fala Fofoqueira", "Mil Tracks" e o seu maior sucesso, o hit nacional "Ela Gosta de Dinheiro". a canção "Ela Gosta de Dinheiro" foi lançada com videoclipe em 2013, em cenas do videoclipe aparece em cedulas de 100 Reais o rosto da famosa socialite  "Val Marchiori". após o sucesso da canção, fez suas primeiras aparições na mídia Televisiva. Mesmo seu nome artístico sendo "Das Quebradas",
ao contrário do que se imaginava, tem tido grande aceitação pública além da periferia, suas canções possui em temas o seu dia-a-dia, a ostentação e desigualdade social.
Das Quebradas, já dividiu o palco em shows, com nomes importantes do rap brasilleiro, como o Flávio Renegado, Thaíde, MV Bill, Mr. Catra, Mano Brown
e também os internacionais como, Mims e DJ Technician.
A dupla sertaneja "Betinho & Willian" lançou uma versão sertaneja do hit “Ela Gosta de Dinheiro”, a canção também conta com a participação de Das Quebradas. Além do ritmo diferenciado, apenas alguns versos foram modificados.

## Discografia

### Àlbuns
- Verdadeiro Ou Falso (2011)[20]

### Singles
|  | Canções                            |  |  |
|  | ---------------------------------- |  |  |
|  | Ela Gosta de Dinheiro              |  |  |
|  | Mil Tracks (part. A.T.S. & Zeloty) |  |  |
|  | Fala Fofoqueira!                   |  |  |